# Wayne S. Vucinich
Wayne S. Vucinich (ur. 23 czerwca 1913, zm. 21 kwietnia 2005) – amerykański historyk serbskiego pochodzenia, bizantynolog, badacz dziejów Rosji. 

## Życiorys
Urodził się w Butte w Montanie w rodzinie serbskich emigrantów. Po śmierci rodziców w 1918 został wysłany do Hercegowiny. Do USA powrócił w wieku 15 lat. Studiował w University of California w Berkeley (doktorat 1941). Następnie pracował w Office of Strategic Services. Od 1946 wykładowca Stanford University. Był historykiem Bałkanów, Rosji oraz Bizancjum. 
Wśród jego uczniów byli m.in.: Roman Szporluk, Reginald Zelnik, Norman Naimark, Larry Wolff, Vartan Gregorian. 
Jego bratem był historyk Alexander Vucinich (1914-2002).

## Wybrane publikacje
- Serbian foreign policy 1903-1909 Thesis (M.A.), University of California, Berkeley 1936.
- Serbian foreign policy, 1903-1908. Thesis (Ph.D.) University of California, Berkeley 1941.
- The Second World War and beyond 1949.
- Yugoslavs of the Moslem faith 1949.
- Postwar Yugoslav Historiography, "The Journal of Modern History" Vol. 23, No. 1, March 1951
- Serbia between East and West; the events of 1903-1908 Stanford University Press, Stanford 1954.
- The Yugoslav Lands in the Ottoman Period: Postwar Marxist Interpretations of Indigenous and Ottoman Institutions, "The Journal of Modern History" Vol. 27, No. 3, September 1955
- Yugoslavs in California Los Angeles 1960.
- The Ottoman Empire, its record and legacy Van Nostrand, Princeton, N.J. 1965.
- The peasant in nineteenth-century Russia: a conference on the Russian peasant in the nineteenth century Stanford 1966.
- Contemporary Yugoslavia; twenty years of Socialist experiment. (With Jozo Tomasevich; Stanford University, University of California Press, Berkeley 1969.
- Russia and Asia; essays on the influence of Russia on the Asian peoples Hoover Institution Press, Stanford University, Stanford, Calif. 1972.
- Eastern Europe, Ginn, Lexington, Mass. 1973.
- Croatian illyrism; its background and genesis 1975.
- A study in social survival: the katun in Bileća Rudine University of Denver, Graduate School of International Studies, Denver 1975.
- Nation and ideology: essays in honour of Wayne S. Vucinich (With Ivo Banac.) East European monographs, Boulder; Columbia U.P. (distr.) New York 1981.
- The First Serbian uprising, 1804-1813, Social Science Monographs; New York. Distributed by Columbia University Press, Boulder 1982.
- At the brink of war and peace: the Tito-Stalin split in a historic perspective. Social Science Monographs, Brooklyn College Press, New York. Distributed by Columbia University Press, 1982.
- Kosovo: legacy of a medieval battle, (With Thomas Allan Emmert.) University of Minnesota, Minneapolis, Minn. 1991.
- Ivo Andric revisited: the bridge still stands, International and Area Studies, Berkeley, ©1995.
- Memoirs of my childhood in Yugoslavia, (With Larry Wolff.) Society for the Promotion of Science and Scholarship, Palo Alto, Calif. 2007.